# Ponto Fraco
"Ponto Fraco" é uma canção da dupla sertaneja João Bosco & Vinícius, lançada oficialmente no dia 6 de novembro de 2015 pela ITunes Store. A canção faz parte do álbum Céu de São Paulo, sendo o primeiro single do álbum. A produção musical ficou por conta de Ed Junior.

## Composição
Com a composição de Juliano Freitas e Diego Souza, a música segue a linha romântica, estilo trabalhado pela dupla em toda sua carreira. Pra quem está apaixonado ta aí uma ótima opção de canção. Uma curiosidade notável é o uso constante de pleonasmos no decorrer da letra, e isso pode-se perceber em frases como "Verdade verdadeira", "Viver a vida".

## Lista de faixas
| Download digital no iTunes |               |         |  |
| N.º                        | Título        | Duração |  |
| 1.                         | "Ponto Fraco" | 3:08    |  |

## Desempenho nas paradas
| Paradas (2015-2016)                                              | Melhor posição |
| ---------------------------------------------------------------- | -------------- |
| Brasil - Billboard Brasil Hot 100 Airplay                        | 5              |
| Brasil - Billboard Brasil Regional Campinas Hot Songs            | 6              |
| Brasil - Billboard Brasil Regional Goiânia Hot Songs             | 3              |
| Brasil - Billboard Brasil Regional Curitiba Hot Songs            | 1              |
| Brasil - Billboard Brasil Regional Campo Grande/Cuiabá Hot Songs | 3              |

### Tabelas de fim-de-ano
| Paradas (2016)                            | Melhor posição |
| ----------------------------------------- | -------------- |
| Brasil - Billboard Brasil Hot 100 Airplay | 93             |